# Позитивний містковий ефект
Позитивний містковий ефект (рос. положительный мостиковый эффект, англ. positive bridge effect) — явище підсилення впливу замісників Y на реактивний центр Z, що проявляється в зміні його реактивності чи основності або характеристик спектрів ЯМР та ін. при введенні в молекулу між замісником і реактивним центром розділювальної ланки (містка X). Спостерігається, зокрема, в біфенільних системах типу Y–C6H4–X–C6H4–Z, коли фенільні кільця розділяються гетероатомами з неподіленою електронною парою (NH, S, Se, O), або й навіть гетероароматичним ядром (в 2,5-дифенілоксазолах, 3,5-дифенілізоксазолах). Кількісно трактується в рамках концепції лінійності вільних енергій як різниця між вільними енергіями активації реакцій сполуки з
містком та без нього при наявності тих же замісників. (Описаний Л. М. Литвиненком, А. Ф. Поповим).